# فرانشيسكو فراتيني
فرانشيسكو فراتيني (بالإيطالية: Francesco Frattini)‏ ولد بتاريخ 18 يناير 1967، هو دراج إيطالي سابق في صنف سباق الدراجات على الطريق.

## روابط خارجية
- فرانشيسكو فراتيني على موقع أرشيف الدراجات (الإنجليزية)
- فرانشيسكو فراتيني على موقع إحصائيات الدراجات الإحترافية (الإنجليزية)
- فرانشيسكو فراتيني على موقع CycleBase (الإنجليزية)